# ミネラルウォーター

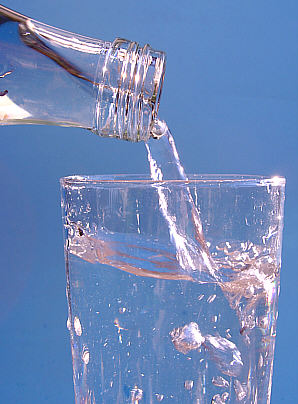
ミネラルウォーター

ミネラルウォーター（英: mineral water）あるいは鉱泉水（こうせんすい）とは、容器入り飲料水のうち、地下水を原水とするものを言う。

## 成分

### 軟水と硬水
水に含まれるカルシウム塩とマグネシウム塩の量の指標（硬度）が一定水準より少ない場合を軟水、多い場合を硬水という。硬度は普通炭酸カルシウム（CaCO3）含有量に近似して示され、厚生労働省ではその量が60mg/L以下の水を軟水、60～120mg/Lを中硬水、120～180mg/Lを硬水、180mg/L以上を超硬水と定義している。一般的に、日本国内で産出されるミネラルウォーターは軟水のものが多く、欧州で産出されるものには硬水が多い。
一般的には硬水よりも軟水のほうが飲みやすいとされているが、美容目的などで硬水が選ばれることもある。ただし、マグネシウム含有量が高くなると苦みが強く飲みにくくなる。
ミネラルウォーターという名称から、ミネラル（無機物）を多く含んだ飲料水であると思われがちだが、ミネラルウォーターに含有する程度のミネラルでは栄養補強には程遠い。ミネラルウォーターには大豆や魚と比較してカリウムやマグネシウム、カルシウムといったミネラル分はほとんど含まれておらず、1日の基準摂取量を満たすには数十リットルから数百リットル飲む必要がある。基本的に水であるため、大量に摂取すれば摂取するほどに尿の量も増え、それに伴ってミネラル分も吸収した傍から排出される。また、水中毒の危険性があるため、推奨されない。ミネラル分は食事から摂取する必要がある。

### 炭酸含有の有無
欧米では、ミネラルウォーターの原料となる水に元々炭酸が含まれているものがあり、ミネラルウォーターといえばサンペレグリノ、ゲロルシュタイナーなど炭酸水を指すことが多い。炭酸水を冷やさずに常温で飲むと独特の味わいになるため、日常的に炭酸水を飲む習慣がない日本人には馴染めないことがある。特に「ガスなし」と断らないと炭酸水が出てくることがある。
「ガスなし」ミネラルウォーターには、サンペレグリノの無炭酸のように炭酸を抜く工程を加えたものや、エビアンのように元々炭酸を含まない水を利用したものなどがある。
無炭酸ミネラルウォーターをスティルウォーター（英: still water）、炭酸ミネラルウォーターをスパークリングウォーター（英: sparkling water）という。

## ヨーロッパのミネラルウォーター

### 歴史
ヨーロッパでは2000年以上も前から「奇跡の水」として湧き水を飲む飲泉の習慣があった。ヨーロッパには石灰岩地帯が多く、河川の水や地下水を利用する場合でも硬度が高いために上水道はあまり美味しくはなかった。そこで地下水の美味しい地域で採水した水が瓶詰めにした状態で販売されるようになった。
17世紀にイギリスのマルヴァーンの水を瓶につめて販売したのがミネラルウォーターのはじまりである。19世紀になると瓶詰めにかかるコストが軽減したことで、20世紀以前の塩素殺菌をしていなかった水道よりも安全な水として普及した。

### 区分
欧州連合の基準では、ナチュラルミネラルウォーター、スプリングウォーター、プロセスドウォーターに分類される。
- ナチュラルミネラルウォーター
  - 公的組織の審査と承認を受けていること[2]。
  - 殺菌やミネラル分の調整などあらゆる人為的加工を行っていないこと[2]。
  - 人体の健康に有益なミネラル分を一定量保持しており、科学的、医学的、または臨床学的に健康への好適性が証明されていること[2]。
  - ミネラルのバランスが良く含有成分や水温などが安定していること[2]。
- スプリングウォーター
  - 一か所の水源から直接採水して添加物を加えずにボトリングしたもの[2]。
- プロセスドウォーター
  - 熱処理、濾過、ミネラルの添加などを加えた加工水[2]。

ヨーロッパのナチュラルミネラルウォーターは、水源の環境保全や成分中の生菌の数などの厳格な基準による管理を行うことで無殺菌・無除菌で製造されており、輸入品では殺菌方法に「無殺菌」と表示されている。

### 代表的な商品
- エビアン（フランス） - 日本では伊藤園・伊藤忠ミネラルウォーターズが輸入販売
- ボルヴィック（フランス） - 日本ではキリンMCダノンウォーターズが輸入、キリンが販売
- クリスタルガイザー（アメリカ）- 大塚食品が販売
- ヴィッテル（フランス）
- サンペレグリノ（イタリア）
- コントレックス（フランス）

## 日本のミネラルウォーター

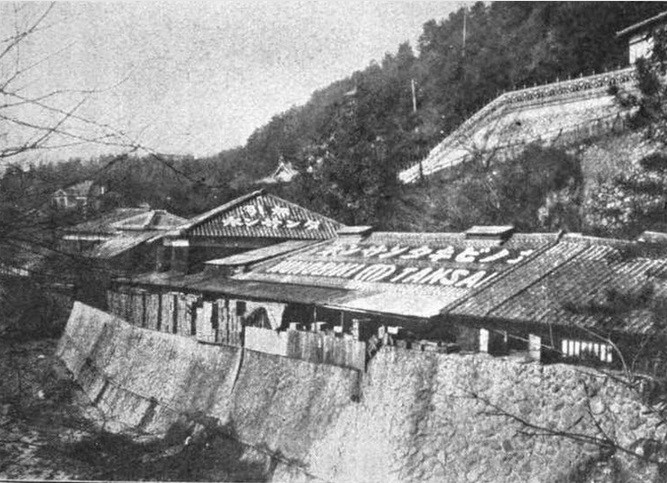
明治32年（1899年）創業の布引鉱泉所。神戸市の布引瀑布下に湧出する鉱泉を用いた炭酸水を販売。

### 歴史
日本では、明治時代に宮内省が兵庫県多田村平野（現在の川西市平野）の平野鉱泉を用いて炭酸水の御料工場を建てたことから始まった。その後、工場は三菱財閥に払い下げられ、炭酸泉を瓶に詰め、1884年『鉱泉 平野水』として発売、1885年に明治屋が権利を得て『三ツ矢印 平野水』(のちに三ツ矢サイダーに発展）としてそれ以外の地域にも発売したのが始まり。炭酸を含まないものは、1929年に堀内合名会社（現 富士ミネラルウォーター株式会社）が山梨県下部（現 山梨県南巨摩郡身延町下部）の富士身延鉄道（現 JR東海 身延線）の土地で湧出した水を『日本ヱビアン』(NIPPON EVIAN)として発売したのが始まり。
1960年代には大手酒類メーカーが業務用としてミネラルウォーターの販売を開始。一般家庭には、1983年にハウス食品『六甲のおいしい水』・サントリー『山崎の名水』の発売がきっかけとなった。1986年には政令「食品、添加物等の規格基準」（昭和34年厚生省告示第370号）が改正され、清涼飲料水の原水基準を準用したものから、新設された「ミネラルウォーター類の製造基準」が適用されるようになったことも追い風になった。日本国外のミネラルウォーターは、1980年代終盤から1995年にかけて輸入量が急伸し、これにより一般に普及した。
近年では、比較的水事情の良いと思われていた日本国内でも、大都市圏などの水道水には、水源の有機物系の臭いや水道配管の錆、さらには消毒のための塩素の臭いやトリハロメタンの危険性など、水質に問題があると感じる消費者も増えている。
日本の水道水の残留塩素や総トリハロメタンの基準はWHO基準より遥かに低いものの、ミネラルウォーターはコンビニエンスストアなどでも普遍的に見かける定番商品となっており、これらから製造された氷も見掛けられる。
現在の日本国内生産量では山梨県が1位（34％）であり、以下、静岡県（2位:14%）、鳥取県（3位:14%）と続く（2009年）。
昨今はOEMやPBでの流通量も多くなっている。小ロット・低価格によるボトリング委託業者が増えた為と思われる。
製品紹介サイトなどでは3000種以上を載せている所もある。

### 区分
日本では特に、原水の成分に無機塩添加などの調整を行っていないものは、ナチュラルウォーター・ナチュラルミネラルウォーターと呼ぶ。一方、原水が地下水でないものは、ボトルドウォーターと呼ぶ。これらの区分については、農林水産省の通達で定められている（平成2年3月30日食品流通局長通達「2食流第1071号」、平成7年2月17日「7食流第398号」改正）。市販品では、各地の名水や大自然のイメージを前面に押し出しているものが多い。
地下水などのうち飲用適の水（カルシウム、マグネシウムなど（硬度）及びpH値を除き、水道法第4条に適合する水をいう）を容器に詰めたもの（炭酸飲料の日本農林規格（昭和49年6月27日農林省告示第567号）に規定する炭酸飲料を除く）。これを「ミネラルウォーター類」という。
- ナチュラルウォーター
  - 特定の水源から採水された地下水を原水とし、沈殿、濾過、加熱殺菌以外の物理的・化学的処理を行わないもの
- ナチュラルミネラルウォーター
  - ナチュラルウォーターのうち天然の二酸化炭素が溶解し、発泡性を有する地下水を含む地表から浸透し、地下を移動中又は地下に滞留中に地層中の無機塩類が溶解した鉱化された地下水を原水としたもの。
- ミネラルウォーター
  - ナチュラルミネラルウォーターを原水とし、品質を安定させる目的などのためにミネラル調整、曝気、複数の水源から採水したナチュラルミネラルウォーターの混合などが行われているもの。
- ボトルドウォーター
  - ナチュラルウォーター、ナチュラルミネラルウォーター及びミネラルウォーター以外のもので蒸留水や水道水などの飲用水を容器に詰めたもの。ボトルドウォーターには海洋深層水を含む[4]。

### 代表的な商品
2022年に販売されたミネラルウォーター類の、上位10銘柄は次の通りである。
| 商品名                                  | シェア | 販売者                             |
| --------------------------------------- | ------ | ---------------------------------- |
| サントリー天然水                        | 29.4%  | サントリーフーズ                   |
| い・ろ・は・す他                        | 15.6%  | 日本コカ・コーラ                   |
| アルカリイオンの水                      | 9.3%   | キリンビバレッジ                   |
| アサヒ おいしい水                       | 1.1%   | アサヒ飲料                         |
| クリスタルガイザー（アメリカ）          | 1.1%   | 大塚食品                           |
| ダイドー MIU                            | 1.1%   | ダイドードリンコ                   |
| エビアン（フランス）                    | 1.0%   | 伊藤園・伊藤忠ミネラルウォーターズ |
| 財宝温泉水                              | 0.9%   | 財宝                               |
| 伊藤園 磨かれて、澄みきった日本の水     | 0.8%   | 伊藤園                             |
| ポッカサッポロ 富士山麓のおいしい天然水 | 0.8%   | ポッカサッポロフード＆ビバレッジ   |

## 問題点・注意点

### 採水に関わる問題
ミネラルウォーターの需要が増加する一方で、採水地においては、過剰な地下水の採取を問題視する動きもある。
近年、表流水の一部も含むと言われている日本国内の良質な地下水を輸出するため、国外企業が、経済的に疲弊している林業事業者から大規模に水源林を含む森林を購入していることが明らかとなった。日本には規制する法令等が未整備であることから、大量の採水が行われることにより国土の荒廃を招く事が危惧されている。

### 調乳に対する注意
2011年東北地方太平洋沖地震が原因の東京電力福島第一原子力発電所事故で、外部に多量の放射能（放射性物質）が流出したことから、東京など関東地方の一部の水道水から高濃度の放射能（放射性ヨウ素）が検出され、乳児への摂取を中止するよう要請があったことから、直後にミネラルウォーターが非常に品薄な状態になった。一部の店頭では乳幼児がいる世帯であると証明できる場合に陳列分とは別枠で提供していた。2011年6月時点で在庫は十分確保されるようになり、品薄状態は改善された。
日本の粉ミルクは硬度の低い日本の水道水で溶かすことを前提に成分が設計されているため、外国製を主体とした硬度の高い製品では、ミネラル分の過剰摂取となり、乳児の体に負担をかけることが指摘されている。助産婦によれば、ミルク用にはできる限り硬度の低い製品を使うことが求められる。もし適した水（軟水）が入手できない場合は、通常通りに水道水を使用することの見解が日本小児科学会などから発表されている。これは、放射性物質を含んだ水を摂取するよりも、ミルクを与えないことによる脱水症状の方が危険であるという理由からである。
「小児、妊娠中および授乳中の女性は上限値が設定できないため、食品由来以外のバナジウムは摂取しないこと」という事が危険情報として独立行政法人国立健康・栄養研究所から発表されており、ミルクメーカーによってはバナジウムを含んたミネラルウォーターを推奨しない場合もある。